# Danh sách quan sát sóng hấp dẫn

Sự kiện sóng hấp dẫn lần đầu tiên đo được trực tiếp.

Sóng hấp dẫn là những dao động biến đổi tuần hoàn của nền không thời gian phát ra từ những nguồn thiên văn vật lý. Sóng hấp dẫn đã được Albert Einstein dự đoán từ năm 1916 bằng thuyết tương đối rộng và đo được trực tiếp vào ngày 15 tháng 9 năm 2015 bởi LIGO. Thành tựu này đã mở ra một ngành thiên văn vật lý mới, thiên văn sóng hấp dẫn, bổ sung các phương pháp quan sát thiên văn vật lý đã có bao gồm quan trắc trong phổ điện từ, tia vũ trụ, và quan trắc bằng neutrino.

## Đặt tên
Các sự kiện sóng hấp dẫn được đặt bằng tiền tố GW (gravitational wave). Hai chữ số tiếp theo là năm quan sát được sự kiện, hai chữ số ở giữa là tháng và hai chữ số cuối là ngày trong tháng quan sát được sự kiện này. Cách đặt tên này tương tự như quy ước đặt tên cho các sự kiện thiên văn vật lý khác, như của chớp tia gamma.

## Danh sách quan sát các sự kiện sóng hấp dẫn

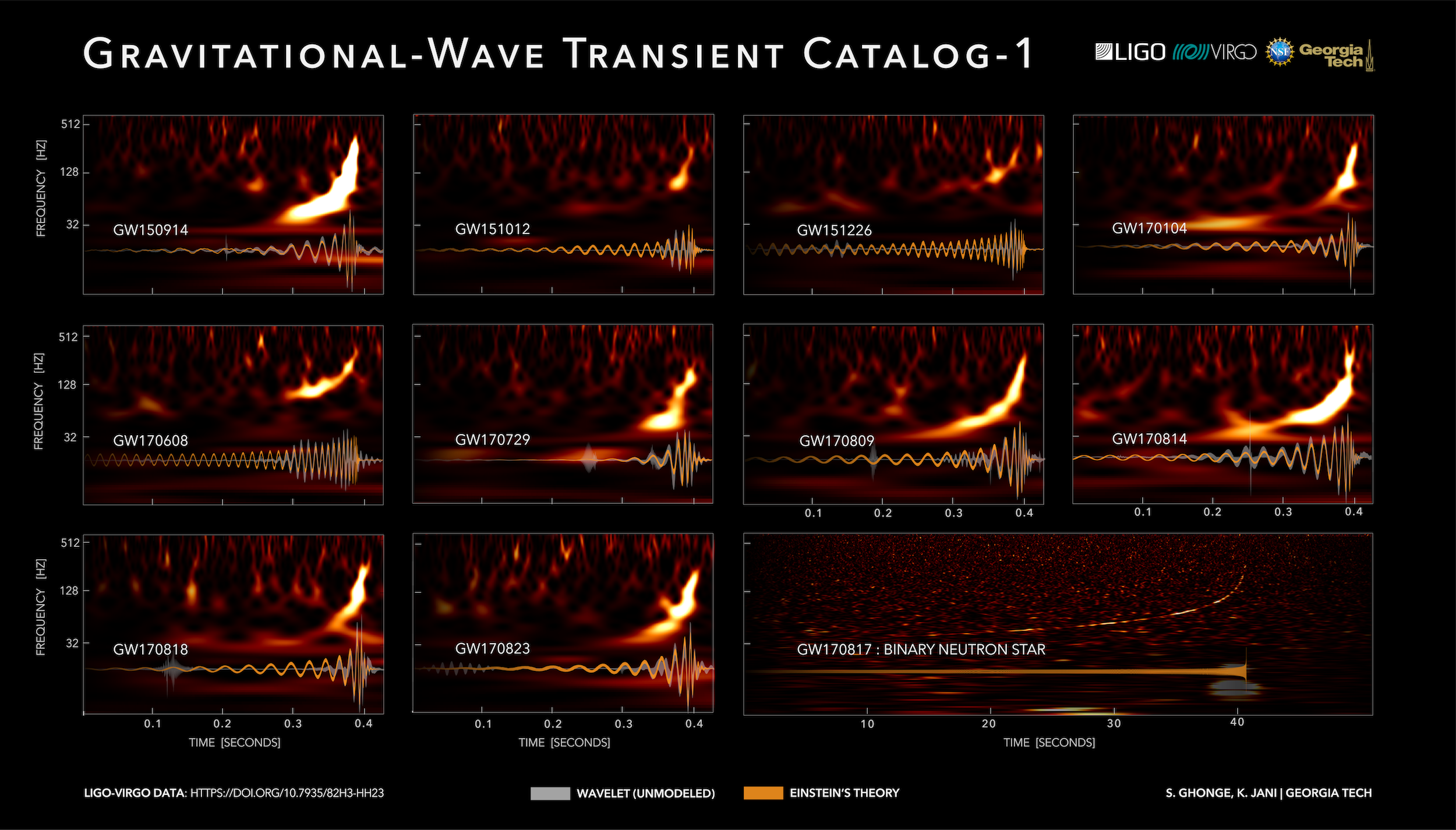
Catalog sóng hấp dẫn gồm 10 sự kiện hai hố đen sáp nhập và 1 sự kiện hai sao neutron va chạm. Ảnh của: LIGO & Virgo Collaboration.

| Sự kiện GW | Thời điểm đo (UTC)  | Ngày công bố | Diện tích vị trí (deg2)                       | Khoảng cách (Mpc) | Năng lượng phát ra (c2M☉) | Khối lượng Chirp (M☉) | Spin trung bình | Thiên thể 1 | Thiên thể 1     | Thiên thể 2 | Thiên thể 2     | Thiên thể cuối cùng | Thiên thể cuối cùng | Thiên thể cuối cùng | Chú thích | Tham khảo           |
| Sự kiện GW | Thời điểm đo (UTC)  | Ngày công bố | Diện tích vị trí (deg2)                       | Khoảng cách (Mpc) | Năng lượng phát ra (c2M☉) | Khối lượng Chirp (M☉) | Spin trung bình | Loại        | Khối lượng (M☉) | Loại        | Khối lượng (M☉) | Loại                | Khối lượng (M☉)     | Spin                | Chú thích | Tham khảo           |
| ---------- | ------------------- | ------------ | --------------------------------------------- | ----------------- | ------------------------- | --------------------- | --------------- | ----------- | --------------- | ----------- | --------------- | ------------------- | ------------------- | ------------------- | --- | ------------------- |
| GW150914   | 2015-09-14 09:50:45 | 2016-02-11   | 179; phần lớn nằm trên bầu trời ở bán cầu nam | 430+150 −170      | 31+04 −04                 | 286+16 −15            | −001+012 −013   | BH          | 356+48 −30      | BH          | 306+30 −44      | BH                  | 631+33 −30          | 069+005 −004        | Đo được trực tiếp SHD lần đầu tiên; lần đầu tiên quan sát được lỗ đen sáp nhập                                                                                                | [ 7 ] [ 8 ] [ 9 ]   |
| GW151012   | 2015-10-12 09∶54:43 | 2016-06-15   | 1555                                          | 1060+540 −480     | 15+05 −05                 | 152+20 −11            | 004+028 −019    | BH          | 233+140 −55     | BH          | 136+41 −48      | BH                  | 357+99 −38          | 067+013 −011        | Từng được coi là sự kiện tiềm năng LVT151012; được công nhận có nguồn gốc thiên văn từ 01-12-2018                                                                             | [ 1 ] [ 2 ] [ 10 ]  |
| GW151226   | 2015-12-26 03:38:53 | 2016-06-15   | 1033                                          | 440+180 −190      | 10+01 −02                 | 89+03 −03             | 018+020 −012    | BH          | 137+88 −32      | BH          | 77+22 −26       | BH                  | 205+64 −15          | 074+007 −005        | | [ 11 ] [ 12 ]       |
| GW170104   | 2017-01-04 10∶11:58 | 2017-06-01   | 924                                           | 960+430 −410      | 22+05 −05                 | 215+21 −17            | −004+017 −020   | BH          | 310+72 −56      | BH          | 201+49 −45      | BH                  | 491+52 −35          | 066+008 −010        | | [ 3 ] [ 13 ]        |
| GW170608   | 2017-06-08 02:01:16 | 2017-11-16   | 396; thuộc thiên cầu bắc                      | 320+120 −110      | 09+00 −01                 | 79+02 −02             | 003+019 −007    | BH          | 109+53 −17      | BH          | 76+13 −21       | BH                  | 178+32 −07          | 069+004 −004        | Hệ có khối lượng nhỏ nhất từ trước đến nay | [ 14 ]              |
| GW170729   | 2017-07-29 18:56:29 | 2018-11-30   | 1033                                          | 2750+1350 −1320   | 48+17 −17                 | 357+65 −47            | 036+021 −025    | BH          | 506+166 −102    | BH          | 343+91 −101     | BH                  | 803+146 −102        | 081+007 −013        | Hệ có khối lượng lớn nhất, spin lớn nhất, và nằm xa nhất từ trước đến nay | [ 2 ]               |
| GW170809   | 2017-08-09 08:28:21 | 2018-11-30   | 340                                           | 990+320 −380      | 27+06 −06                 | 250+21 −16            | 007+016 −016    | BH          | 352+83 −60      | BH          | 238+52 −51      | BH                  | 564+52 −37          | 070+008 −009        | | [ 2 ]               |
| GW170814   | 2017-08-14 10∶30:43 | 2017-09-27   | 87; thuộc chòm sao Ba Giang                   | 580+160 −210      | 27+04 −03                 | 242+14 −11            | 007+012 −011    | BH          | 307+57 −30      | BH          | 253+29 −41      | BH                  | 534+32 −24          | 072+007 −005        | Lần đầu tiên đo được bởi ba trạm quan sát; lần đầu tiên xác định được tính chất phân cực của sóng hấp dẫn                                                                     | [ 15 ] [ 16 ]       |
| GW170817   | 2017-08-17 12∶41:04 | 2017-10-16   | 16; NGC 4993                                  | 40+10 −10         | ≥ 0.04                    | 1186+0001 −0001       | 000+002 −001    | NS          | 146+012 −010    | NS          | 127+009 −009    | BH                  | ≤ 2.8               | ≤ 0.89              | Sự kiện sáp nhập sao neutron lần đầu tiên được quan sát trong SHD; lần đầu tiên đo được các bức xạ điện từ đồng hành (GRB 170817A, SSS17a); sự kiện gần nhất từ trước đến nay | [ 6 ] [ 19 ] [ 20 ] |
| GW170818   | 2017-08-18 02:25:09 | 2018-11-30   | 39                                            | 1020+430 −360     | 27+05 −05                 | 267+21 −17            | −009+018 −021   | BH          | 355+75 −47      | BH          | 268+43 −52      | BH                  | 598+48 −38          | 067+007 −008        | | [ 2 ]               |
| GW170823   | 2017-08-23 13:13:58 | 2018-11-30   | 1651                                          | 1850+840 −840     | 33+09 −08                 | 293+42 −32            | 008+020 −022    | BH          | 396+100 −66     | BH          | 294+63 −71      | BH                  | 656+94 −66          | 071+008 −010        | | [ 2 ]               |